# Ciurbești, Iași
Ciurbești este un sat în comuna Miroslava din județul Iași, Moldova, România.

## Așezare
Satul Ciurbești se află la 8-9 km sud de centrul comunei Miroslava. El dispune de un iaz mare de aprox. 154 ha.

## Istoric
Ciurbești este atestat din anul 1503.

## Obiective turistice
- Biserica „Sf. Voievozi" (1769); IS-II-m-B-04124
- Biserica de lemn „Sf. Nicolae" (1806); IS-II-m-B-04123
- Lacul Ciurbești

## Transport
Satul are acces la DJ248 - Iași - Ciurea.